# Götrik Gihl
Götrik Gihl, född 9 mars 1826 i Gustaf Adolfs församling i Värmland, död 21 februari 1910, var en svensk bankdirektör.

## Biografi
Gihl föddes var son till komminister Fredrik Johan Gihl och Helena Maria Roos. Han kom vid ung ålder till Stockholm och anställdes av Postverket. Han flyttade i slutet av 1840-talet till Sundsvall, där han blev tillfällig postmästare. År 1864 blev han en av grundarna av Sundsvalls Enskilda Bank och han blev den 18 juni samma år vice ordförande i dess styrelse. Han blev kamrer på banken 1865 och verkställande direktör 1871. Gihl satt i stadsfullmäktige 1863-1873.
År 1873 flyttade han tillbaka till Stockholm och jobbade som verkställande direktör och styrelseordförande på en annan bank. Gihl var ledamot av kungliga bankkommittén åren 1881-1883 och var en av grundarna och sedermera vice ordförande i styrelsen för Svenska lifförsäkringsanstalten Oden i Stockholm. Med sin fru Lydia Carolin Modin fick han sex barn. Gihl dog den 21 februari 1910.